# Druk termiczny
Druk termiczny – proces druku cyfrowego, w którym nadruk powstaje bezpośrednio na papierze powleczonym termoaktywną substancją (papierem termicznym) pod wpływem działania wysokiej temperatury.

## Proces druku termicznego
W procesie druku termicznego wykorzystywane są następujące elementy:
- głowica termiczna z grzałkami: wytwarza ciepło, aby stworzyć obraz na papierze;
- papier termiczny: powlekany emulsji termoczułą i warstwą zabezpieczającą;
- wałek (przesuwa papier) i sprężyna, która wywiera nacisk, aby utrzymać papier i głowicę drukującą razem[2].

Głowica drukarki termicznej ma formę grzebienia z licznymi elementami grzewczymi, które nagrzewają się w momencie rozpoczęcia druku. Pod wpływem wysokiej temperatury emulsja na papierze czernieje. Druk termiczny jest w większości monochromatyczny (czarno-biały).